# Malthaca aequalis
Malthaca aequalis är en fjärilsart som beskrevs av Druce 1889. Malthaca aequalis ingår i släktet Malthaca och familjen bastardsvärmare. Inga underarter finns listade i Catalogue of Life.